# Кулас (река)
Кулас — река в Новосибирской области России. Устье реки находится в 531 км по левому берегу реки Оми. Длина реки — 19 км.

## Данные водного реестра
По данным государственного водного реестра России относится к Иртышскому бассейновому округу, водохозяйственный участок реки — Омь, речной подбассейн реки — Омь. Речной бассейн реки — Иртыш.